# Кнаггс, Генри
Генри Гард Кнаггс (англ. Henry Guard Knaggs; 21 марта 1832 — 16 января 1908) — один из наиболее известных энтомологов Викторианской эпохи.

## Биография
Родился в Кэмдене в Лондоне. Имел шесть детей (пять дочерей и сына). После его смерти в 1908 году сын Генри Велентайн Кнаггс унаследовал медицинскую практику отца. С 1858 по 1863 годы Кнаггс активно участвовал в работе Королевского энтомологического общества. В 1864 стал одним из сооснователей Entomologist’s Monthly Magazine.

## Публикации
- Knaggs H. G. A list of Macro-Lepidoptera occurring in the neighbourhood of Folkestone. — London, 1870. — 24 p.
- Knaggs H. G. The Lepidopterist's Guide: intended for the use of the young collector. — London, 1871. — 123 p.

## Виды, описанные Кнаггсом
- Dichrorampha flavidorsana Knaggs, 1867
- Eudonia feredayi Knaggs, 1867
- Scoparia basistrigalis Knaggs, 1866
- Scoparia exilis Knaggs, 1867
- Scoparia ejuncida Knaggs, 1867